# Peter Bonomo
Peter Bonomo (italijansko Pietro Bonomo), avstrijski humanist, politik, pesnik, diplomat, tržaški in dunajski škof, * 1458, Trst, † 4. julij 1546, Trst.
Študiral je na Univerzi v Bologni.
Bonomo je bil prvi na Slovenskem, ki se je srečal s protestantskimi idejami. Tako je močno vplival na Primoža Trubarja, ki je v času svojega študija bival pri njem v Trstu. Bil je tudi vodja reformacijskega krožka, v katerem je bil tudi Primož Trubar. Trubarja je kasneje vzel na dvor ga naučil veliko drugih jezikov in t. i. renesančnih spretnosti. Bonomo je Trubarju tako zaupal, da mu je že pri mladih letih ponudil službo v župniji Zidani Most, to pa je Trubar odklonil, ker se je hotel naprej izobraževati. 
Med letoma 1521 in 1523 je bil avstrijski kancler.